# Пьяцци, Джузеппе (епископ)
Джузе́ппе Пья́цци (итал. Giuseppe Piazzi; 3 сентября 1907, Казальбуттано-эд-Унити, Кремона, Ломбардия, Италия - 5 августа 1963, Энгельберг, Швейцария) - итальянский прелат, Ординарий епархии Крема, Ординарий епархии Бергамо, антифашист, антикоммунист.

## Биография
После рукоположения назначается профессором Священного писания в епархиальной семинарии в Кремоне.
В июле 1941 года с разрешения местного епископа Джованни Кадззани (итал. Giovanni Cazzani) переводит на итальянский язык антифашистские проповеди немецкого католического епископа блаженного Клеменса фон Гален, полученные по подпольным каналам из Швейцарии.
В 1942 году назначается настоятелем в городской приход Святых Илария и Аполлинария в Кремоне, здесь подвергается обыскам и преследованию со стороны агентов Управления политических расследований (итал. Ufficio Politico Investigativo (UPI)) Итальянской Социальной Республики.
В начале апреля 1945 года - арестован, после допросов и пыток, благодаря вмешательству епархиальных властей - освобожден.

## Епископское служение
8 августа 1950 - назначен епископом Кремы, где его архипастырское служение приобрело выраженный антикоммунистический оттенок, воссоздает издание епархиального еженедельника в котором публикует соответствующие проповеди, активизирует социальную и благотворительную деятельность, создает епархиальный центр помощи малообеспеченным людям, привлекает средства для оплаты образовательных проектов для обучения духовенства и мирян.
Совершил пастырскую визитацию приходов, по завершении которой, провел епархиальный Синод в 1953 году.
1 октября 1953 - переведен на епископальную кафедру Бергамо.
5 августа 1963 - умер во время кратковременного отдыха в бенедиктинском монастыре в Энгельберге, Швейцария.